# Heinrich II. (Zypern)

Wappen Heinrichs II. von Jerusalem und Zypern

Heinrich II. von Lusignan (* 1271; † 1324 in Strovolos, Zypern) war von 20. Mai 1285 bis 26. April 1306 und von 5. Juni 1310 bis 31. März  1324 König von Zypern und von 15. August 1286 bis 28. Mai 1291 der letzte König von Jerusalem.

## Leben

### Aufstieg und Krönung
Heinrich war ein Sohn von König Hugo III. (I.) und dessen Gattin Isabella von Ibelin. Er litt seit seiner Kindheit an Epilepsie. Heinrich folgte seinem Bruder Johann I. (II.) 1285 mit fünfzehn Jahren auf den Thron – wobei er im Verdacht stand, in dessen Vergiftung verwickelt gewesen zu sein. Karl von Anjou, der Johanns Anspruch auf den Thron nicht anerkannt hatte, war im gleichen Jahr gestorben, was Heinrich erlaubte, das von Karls Stellvertreter Odo Poilechien verwaltete Akkon wieder in Besitz zu nehmen: Mit einer Flotte landete er am 4. Juni 1286 vor der Stadt und konnte sie am 29. Juli einnehmen. Am 15. August krönte er sich hier selbst zum König von Jerusalem, ernannte seinen Onkel Balduin von Ibelin zum Bailli und kehrte nach Zypern zurück.

### Verlust des Königreichs Jerusalem
Akkon war zu dieser Zeit die wichtigste Küstenstadt in dem vom Königreich Jerusalem verbliebenen Restgebiet. 1287 eroberten die Mamluken Tyrus und Beirut, 1289 die Grafschaft Tripolis. Die Belagerung Akkons begann am 5. April 1291. Heinrich war zu diesem Zeitpunkt krank auf Zypern, das Kommando in der Stadt führte sein Bruder Amalrich. Als Heinrich genesen war, kam er den Belagerten am 5. Mai 1291 mit einer Flotte von 40 Schiffen, hundert Berittenen und 2000 Fußsoldaten zu Hilfe und übernahm selbst das Oberkommando der Verteidiger. Als die Mamluken schließlich am 18. Mai die Stadtmauer durchbrachen und ins Innere Akkons vorstießen, rettete sich Heinrich zusammen mit Amalrich mit einem Schiff nach Zypern.
Kurz nach dem Fall Akkons mussten auch die letzten Stützpunkte der Kreuzfahrer auf dem Festland aufgegeben werden. Sowohl die Templer als auch die Johanniter richteten Kommandanturen auf Zypern ein. Ihre Beziehungen zur Krone waren gespannt.

### Festigung der Herrschaft auf Zypern
Nach dem Ende des Königreichs Jerusalem regierte Heinrich nur noch auf Zypern, beanspruchte aber den anderen Titel weiterhin für sich. Zur geplanten Rückeroberung seines Festlandbesitzes verbündete er sich mit Ghazan, dem mongolischen Ilchan von Persien, als dieser das Mamlukenreich 1299 überfiel, und mit Kleinarmenien. Weiterhin versuchte er, Genua dazu zu bringen, den Handel mit den Mamluken einzustellen, um diese wirtschaftlich zu schwächen. Als dies nicht gelang, verlieh er Pisa und Barcelona Handelsprivilegien, was die Genueser erboste. Der große Rivale Venedig erhielt 1306 Handelskonzessionen. Heinrich schrieb zweimal an Papst Clemens V. mit der Bitte um einen weiteren Kreuzzug.
Unter Heinrichs Herrschaft wurde Zypern wieder wohlhabend. Er kümmerte sich intensiv um die Verwaltung der Insel und veranlasste, dass der Haute Cour zum ersten Mal schriftliche Berichte abfasste (in Italienisch oder Französisch mehr als in Latein) und erweiterte dessen Aufgaben von einem feudalen Beirat zu einem Strafgerichtshof. Die Ressourcen der Insel reichten jedoch nicht aus, um seinen Ehrgeiz, das Heilige Land zurückzuerobern, zu erfüllen. Der Adel wurde unzufrieden und hatte Anstoß am Einfluss des Königsonkels Philipp von Ibelin genommen. Auch die mächtige Familie Ibelin scheint nun gegen den König intrigiert zu haben.

### Usurpation durch Amalrich
Im Frühjahr 1306 erkrankte Heinrich schwer. Darauf ergriff am 26. April sein Bruder Amalrich mit Unterstützung der Templer die Macht und übernahm als „Gubernator et Rector“ die Herrschaft, musste seinem Bruder jedoch die Königswürde lassen. Heinrich erkannte Amalrich nicht als Regenten an. Er zog sich zunächst auf sein Landgut Strovolos bei Nikosia zurück. Nachdem er sich von seiner Krankheit erholt hatte, verlegte er seinen Wohnsitz in die Burg von Nikosia, die mehr Sicherheit bot. Ihr genauer Standort ist immer noch nicht sicher nachgewiesen.
Amalrich hatte seinen Bruder vorgeworfen, sich mit untauglichen Beratern umgeben und die Unterstützung der armenischen Verbündeten vernachlässigt zu haben und schickte 1307 entsprechende Briefe nach Poitou an Papst Clemens V. Dieser setzte 1308 eine Kommission ein, um den Fall zu untersuchen, nachdem ihn auch Briefe Heinrichs erreicht hatten. Die Kommission war bis 1310 aktiv, ihre Berichte sind aber nicht überliefert. Es wird angenommen, dass der so verleumdete Herrscher das Vorbild für die „Bestie von Limassol und Famagusta“ in Dantes Paradiso (Canto 19, 145) wurde.
1308 konnte Amalrich Heinrich zur Anerkennung seiner Regentschaft zwingen. Sein Vorgehen wurde jedoch zunehmend unpopulär. Auf Anordnung des Papstes hatte er 1308 an der Unterdrückung des Templerordens teilgenommen, was ihm seine mächtigsten Verbündeten kostete. 1309 zwang Amalrich Heinrich, ihn öffentlich zum Regenten zu erklären, aber schickte ihn, als dies die Situation nicht beruhigte, im Februar 1310 als Gefangenen nach Kilikien. Er war mit Isabella von Armenien, Tochter des Königs Leo III. verheiratet und hatte dementsprechend gute Beziehungen zu den Hethumiden.
Amalrich wurde am 5. Juni 1310 von Simon von Montolif ermordet. Heinrich wurde nach längeren Verhandlungen im folgenden Monat freigelassen und übernahm wieder den Thron.

### Ehe mit Konstanze von Sizilien
1319 heiratete er Konstanze, Tochter des Königs Friedrich II. von Sizilien, die Ehe blieb jedoch kinderlos.

## Tod und Nachfolge
Heinrich starb 1324 in Strovolos und wurde in der Kirche des Heiligen Franziskus in Lefkosia begraben. Nachfolger wurde sein Neffe Hugo, Sohn seines verstorbenen Bruders Guido. Seine älteste Schwester Maria war unglücklich mit König Jakob II. von Aragon und Sizilien, dem Bruder Friedrichs II. von Sizilien, verheiratet, der daraus einen Anspruch auf die Kronen von Jerusalem und Zypern ableitete.